# Cheiramiona ansiae
Cheiramiona ansiae är en spindelart som beskrevs av Leon N. Lotz 2003. Cheiramiona ansiae ingår i släktet Cheiramiona och familjen sporrspindlar. Inga underarter finns listade i Catalogue of Life.